# Friedrich Karl Ginzel
Friedrich Karl Ginzel (* 23. Februar 1850 in Reichenberg, Böhmen; † 29. Juni 1926 in Berlin) war ein österreichischer Astronom.

## Leben
Friedrich Karl Ginzel war ab 1877 Beobachter an der Sternwarte Theodor Oppolzers in Wien. Im Jahr 1886 wurde er Mitglied des Königlichen Astronomischen Recheninstituts der Berliner Sternwarte, wo er 1899 eine Professur bekam. 1899 veröffentlichte er eine wichtige Studie zu Sonnen- und Mondfinsternissen in antiker Zeit. Danach widmete er sich insbesondere der Chronologie. Sein dreibändiges Handbuch der mathematischen und technischen Chronologie (1906–1914) ist bis heute ein unübertroffenes Standardwerk für Kalender und antike Chronologie, obwohl einige Kapitel mittlerweile überholt sind.
Der Mondkrater Ginzel wurde nach ihm benannt.

## Schriften
- Ueber Veränderungen am Fixsternhimmel : Vortrag, gehalten am 4. Januar 1886 im Wissenschaftlichen Club zu Wien. Richter, Hamburg 1886 (urn:nbn:de:hbz:061:1-75931)
- Spezieller Kanon der Sonnen- und Mondfinsternisse für das Ländergebiet der klassischen Altertumswissenschaften und dem Zeitraum von 900 vor Chr. bis 600 nach Chr. Berlin: Mayer & Müller, 1899 (Digitalisat)
- Handbuch der mathematischen und technischen Chronologie. Das Zeitrechnungswesen der Völker, 3 Bde., Leipzig 1906/1911/1914 (ND 1958)   
  - I. Band: Zeitrechnung der Babylonier, Ägypter, Mohammedaner, Perser, Inder, Südostasiaten, Chinesen, Japaner und Zentralamerikaner (archive.org)
  - II. Band: Zeitrechnung der Juden, der Naturvölker, der Römer und Griechen sowie Nachträge zum I. Bande (archive.org; Volltext)
  - III. Band: Zeitrechnung der Makedonier, Kleinasier und Syrer, der Germanen und Kelten, des Mittelalters, der Byzantiner (und Russen), Armenier, Kopten, Abessinier, Zeitrechnung der neueren Zeit, sowie Nachträge zu den drei Bänden (archive.org)